# Vincent Price

Vincent Leonard Price, Jr. (n. 27 mai 1911, Saint Louis, Missouri, SUA – d. 25 octombrie 1993, Los Angeles, California, SUA) a fost un actor american, cunoscut datorită vocii distincte, înălțimii mari și filmelor de groază în care a fost distribuit de-a lungul carierei. A murit de cancer la plămâni, fiind bolnav și de Boala Parkinson.

## Filmografie
| An   | Film                                        | Rol                                                              | Regizor                                                    |
| ---- | ------------------------------------------- | ---------------------------------------------------------------- | ---------------------------------------------------------- |
| 1938 | Service De Luxe                             | Robert Wade                                                      | Rowland V. Lee                                             |
| 1939 | The Private Lives of Elizabeth and Essex    | Sir Walter Raleigh                                               | Michael Curtiz                                             |
| 1939 | Tower of London                             | Duke of Clarence                                                 | Rowland V. Lee                                             |
| 1940 | The Invisible Man Returns                   | Geoffrey Radcliffe                                               | Joe May                                                    |
| 1940 | Green Hell                                  | David Richardson                                                 | James Whale                                                |
| 1940 | The House of the Seven Gables               | Clifford Pyncheon                                                | Joe May                                                    |
| 1940 | Brigham Young                               | Joseph Smith                                                     | Henry Hathaway                                             |
| 1941 | Hudson's Bay                                | King Charles II                                                  | Irving Pichel                                              |
| 1943 | The Song of Bernadette                      | Procurorul Vital Dutour                                          | Henry King                                                 |
| 1944 | The Eve of St. Mark                         | Pvt. Francis Marion                                              | John M. Stahl                                              |
| 1944 | Wilson                                      | William Gibbs McAdoo                                             | Henry King                                                 |
| 1944 | Laura                                       | Shelby Carpenter                                                 | Otto Preminger                                             |
| 1944 | The Keys of the Kingdom                     | Angus Mealey                                                     | John M. Stahl                                              |
| 1945 | A Royal Scandal                             | Marquis de Fleury                                                | Ernst Lubitsch, Otto Preminger                             |
| 1945 | Leave Her to Heaven                         | Russell Quinton                                                  | John M. Stahl                                              |
| 1946 | Shock                                       | Dr. Richard Cross                                                | Alfred L. Werker                                           |
| 1946 | Dragonwyck                                  | Nicholas Van Ryn                                                 | Joseph L. Mankiewicz                                       |
| 1947 | The Web                                     | Andrew Colby                                                     | Michael Gordon                                             |
| 1947 | The Long Night                              | Maximilian                                                       | Anatole Litvak                                             |
| 1947 | Moss Rose                                   | Police Inspector R. Clinner                                      | Gregory Ratoff                                             |
| 1948 | Up in Central Park                          | Boss Tweed                                                       | William A. Seiter                                          |
| 1948 | Abbott and Costello Meet Frankenstein       | The Invisible Man (doar voce)                                    | Charles Barton                                             |
| 1948 | Rogues' Regiment                            | Mark Van Ratten                                                  | Robert Florey                                              |
| 1948 | The Three Musketeers                        | Richelieu                                                        | George Sidney                                              |
| 1949 | The Bribe                                   | Carwood                                                          | Robert Z. Leonard                                          |
| 1949 | Bagdad                                      | Pasha Ali Nadim                                                  | Charles Lamont                                             |
| 1950 | The Baron of Arizona                        | James Addison                                                    | Samuel Fuller                                              |
| 1950 | Champagne for Caesar                        | Burnbridge Waters                                                | Richard Whorf                                              |
| 1950 | Curtain Call at Cactus Creek                | Tracy Holland                                                    | Charles Lamont                                             |
| 1951 | Adventures of Captain Fabian                | George Brissac                                                   | William Marshall                                           |
| 1951 | His Kind of Woman                           | Mark Cardigan                                                    | John Farrow                                                |
| 1952 | The Las Vegas Story                         | Lloyd Rollins                                                    | Robert Stevenson                                           |
| 1953 | Casa de ceară                               | profesorul Henry Jarrod                                          | André De Toth                                              |
| 1954 | Dangerous Mission                           | Paul Adams                                                       | Louis King                                                 |
| 1954 | Born in Freedom: The Story of Colonel Drake | Colonel Edwin L. Drake                                           | Arthur Pierson                                             |
| 1954 | Casanova's Big Night                        | Casanova (necreditat)                                            | Norman Z. McLeod                                           |
| 1954 | The Mad Magician                            | Don Gallico                                                      | John Brahm                                                 |
| 1955 | Son of Sinbad                               | Omar Khayyam                                                     | Ted Tetzlaff                                               |
| 1956 | Serenade                                    | Charles Winthrop                                                 | Anthony Mann                                               |
| 1956 | While the City Sleeps                       | Walter Kyne                                                      | Fritz Lang                                                 |
| 1956 | The Vagabond King                           | Narrator (uncredited)                                            | Michael Curtiz                                             |
| 1956 | The Ten Commandments                        | Baka                                                             | Cecil B. DeMille                                           |
| 1957 | The Story of Mankind                        | The Devil                                                        | Irwin Allen                                                |
| 1958 | The Fly                                     | François Delambre                                                | Kurt Neumann                                               |
| 1959 | House on Haunted Hill                       | Frederick Loren                                                  | William Castle                                             |
| 1959 | The Big Circus                              | Hans Hagenfeld                                                   | Joseph M. Newman                                           |
| 1959 | The Tingler                                 | Dr. Warren Chapin                                                | William Castle                                             |
| 1959 | Return of the Fly                           | Francois Delambre                                                | Edward Bernds                                              |
| 1959 | The Bat                                     | Dr. Malcolm Wells                                                | Crane Wilbur                                               |
| 1960 | House of Usher                              | Roderick Usher                                                   | Roger Corman                                               |
| 1961 | Master of the World                         | Robur                                                            | William Witney                                             |
| 1961 | The Pit and the Pendulum                    | Nicholas Medina Sebastian Medina                                 | Roger Corman                                               |
| 1961 | Nefertiti, Queen of the Nile                | Benakon                                                          | Fernando Cerchio                                           |
| 1961 | Rage of the Buccaneers                      | Romero                                                           | Mario Costa                                                |
| 1962 | Confessions of an Opium Eater               | Gilbert De Quincey                                               | Albert Zugsmith                                            |
| 1962 | Tales of Terror                             | Locke Fortunato Luchresi M. Valdemar                             | Roger Corman                                               |
| 1962 | Convicts 4                                  | Carl Carmer                                                      | Millard Kaufman                                            |
| 1962 | Tower of London                             | Richard of Gloucester                                            | Roger Corman                                               |
| 1963 | The Raven                                   | Dr. Erasmus Craven                                               | Roger Corman                                               |
| 1963 | Diary of a Madman                           | Simon Cordier                                                    | Reginald Le Borg                                           |
| 1963 | Beach Party                                 | Big Daddy                                                        | William Asher                                              |
| 1963 | The Haunted Palace                          | Joseph Curwen Charles Dexter Ward                                | Roger Corman                                               |
| 1963 | Twice-Told Tales                            | Alex Medbourne Dr. Rappaccini Gerald Pyncheon                    | Sidney Salkow                                              |
| 1964 | The Comedy of Terrors                       | Waldo Trumbull                                                   | Jacques Tourneur                                           |
| 1964 | The Last Man on Earth                       | Dr. Robert Morgan                                                | Ubaldo Ragona                                              |
| 1964 | The Masque of the Red Death                 | Prince Prospero                                                  | Roger Corman                                               |
| 1964 | The Tomb of Ligeia                          | Verden Fell                                                      | Roger Corman                                               |
| 1965 | War-Gods of the Deep                        | Sir Hugh, The Captain                                            | Jacques Tourneur                                           |
| 1965 | Dr. Goldfoot and the Bikini Machine         | Dr. Goldfoot                                                     | Norman Taurog                                              |
| 1966 | Dr. Goldfoot and the Girl Bombs             | Dr. Goldfoot General Willis                                      | Mario Bava                                                 |
| 1967 | The Jackals                                 | Oupa Decker                                                      | Robert D. Webb                                             |
| 1967 | The House of 1,000 Dolls                    | Felix Manderville                                                | Jeremy Summers                                             |
| 1968 | Spirits of the Dead                         | Narrator (English-language version)                              | Federico Fellini, Louis Malle, Roger Vadim                 |
| 1968 | Witchfinder General                         | Matthew Hopkins                                                  | Michael Reeves                                             |
| 1968 | More Dead Than Alive                        | Dan Ruffalo                                                      | Robert Sparr                                               |
| 1969 | The Oblong Box                              | Sir Julian Markham                                               | Gordon Hessler                                             |
| 1969 | The Trouble with Girls                      | Mr. Morality                                                     | Peter Tewksbury                                            |
| 1970 | Scream and Scream Again                     | Dr. Browning                                                     | Gordon Hessler                                             |
| 1970 | Cry of the Banshee                          | Lord Edward Whitman                                              | Gordon Hessler                                             |
| 1970 | Cucumber Castle                             | Wicked Count Voxville                                            | Hugh Gladwish                                              |
| 1971 | The Abominable Dr. Phibes                   | Dr. Anton Phibes                                                 | Robert Fuest                                               |
| 1971 | Here Comes Peter Cottontail                 | January Q. Irontail                                              | Jules Bass, Arthur Rankin Jr.                              |
| 1971 | Mooch Goes to Hollywood                     | Himself                                                          | Richard Erdman                                             |
| 1971 | What's a Nice Girl Like You...?             | Spevin                                                           | Jerry Paris                                                |
| 1972 | An Evening with Edgar Allan Poe             | Recitator                                                        | Kenneth Johnson                                            |
| 1972 | Dr. Phibes Rises Again                      | Dr. Anton Phibes                                                 | Robert Fuest                                               |
| 1973 | Theatre of Blood                            | Edward Lionheart                                                 | Douglas Hickox                                             |
| 1974 | Madhouse                                    | Paul Toombes                                                     | Jim Clark                                                  |
| 1974 | Percy's Progress                            | Stavos Mammonian                                                 | Ralph Thomas                                               |
| 1975 | Journey Into Fear                           | Dervos                                                           | Daniel Mann                                                |
| 1976 | The Butterfly Ball                          | Narrator                                                         | Tony Klinger                                               |
| 1979 | Scavenger Hunt                              | Milton Parker                                                    | Michael Schultz                                            |
| 1980 | The Monster Club                            | Eramus                                                           | Roy Ward Baker                                             |
| 1980 | Pogo for President: 'I Go Pogo'             | The Deacon (doar voce)                                           | Marc Paul Chinoy                                           |
| 1982 | Vincent                                     | Narrator (doar voce)                                             | Tim Burton                                                 |
| 1983 | House of the Long Shadows                   | Lionel Grisbane                                                  | Pete Walker                                                |
| 1983 | Michael Jackson's Thriller                  | Narrator (doar voce)                                             | John Landis                                                |
| 1984 | Bloodbath at the House of Death             | Sinister Man                                                     | Ray Cameron                                                |
| 1984 | Terror in the Aisles                        | archival footage                                                 | Andrew J. Kuehn                                            |
| 1985 | The Little Troll Prince                     | Ulvik #1 (doar voce)                                             | Ray Patterson                                              |
| 1986 | The Great Mouse Detective                   | Professor Ratigan (voice only)                                   | Burny Mattinson, Ron Clements, David Michener, John Musker |
| 1986 | Escapes                                     | The Mailman                                                      | David Steensland                                           |
| 1987 | Sparky's Magic Piano                        | Henry, Sparky's dad (doar voce)                                  | Lee Mishkin                                                |
| 1987 | The Nativity                                | King Herod (doar voce)                                           | Don Lusk                                                   |
| 1987 | The Whales of August                        | Mr. Maranov                                                      | Lindsay Anderson                                           |
| 1987 | From a Whisper to a Scream                  | Julian White                                                     | Jeff Burr                                                  |
| 1988 | Dead Heat                                   | Arthur P. Loudermilk                                             | Mark Goldblatt                                             |
| 1990 | Catchfire                                   | Mr. Avoca                                                        | Dennis Hopper                                              |
| 1990 | Edward Scissorhands                         | The Inventor                                                     | Tim Burton                                                 |
| 1993 | The Thief and the Cobbler                   | Zig-Zag the Grand Vizier (doar voce, înregistrare din 1967-1973) | Richard Williams                                           |